# 上郷猿田遺跡
上郷猿田遺跡（かみごうさるたいせき）は神奈川県横浜市栄区上郷町（発掘調査当時は戸塚区）小字猿田にある縄文時代と奈良時代・平安時代初めまでの集落からなる複合遺跡。

## 概要
1982年（昭和57年）3月1日から5月31日に発掘調査された。調査の原因は、現在の神奈川県立横浜栄高等学校にあたる当時の神奈川県立上郷高等学校の建設により、校舎が立つ位置の下に遺跡があったことである。遺跡の立地は丘陵である。
この発掘により、奈良時代から平安時代の竪穴建物13棟、掘立柱建物1棟が発見された。掘立柱建物（発掘された当時は建物かどうか、よくわかっていなかったようで、調査の翌年に出版された報告書では「方形配列小竪穴遺構」と報告され、しかも縄文時代の柱跡とされている）は東西5間×南北3間の巨大な建物である。
1号竪穴建物から須恵器の「耳付き短頸壺」が出土した。これは「耳」と呼ばれる突起のついた壺で、報告書では骨蔵器（骨壺）といわれた。当時の高級品とされ、神奈川県内でもかなりまれな出土物だという。
瀬上沢の中の、小さい谷を挟んだ隣の丘陵には、同じ時代の製鉄遺跡である上郷深田遺跡がある。立地や巨大掘立柱建物の存在などからみて、猿田遺跡は深田遺跡の鍛冶場で働いた人々のムラである可能性がある。
奈良時代のムラの下からは、縄文時代後期（堀之内式期）のムラもあり、竪穴建物2棟がでている。栄区公田町の公田ジョウロ塚遺跡からは、日本最大とされる巨大「人面把手（土偶説もあり）」が発見されているが（ジョウロ塚遺跡参照）、上郷猿田遺跡からも小さいが人面把手が出土した。

## 参考資料
- 横浜市上郷猿田遺跡調査団『上郷猿田遺跡』（神奈川県横浜市上郷猿田遺跡調査報告書）1983年（昭和58年）3月
- 栄の歴史編集委員会『栄の歴史』栄区地域振興課 2013年（平成25年）3月